# کامنگانی
کامنگانی (به صربی: Kamenjani) یک منطقهٔ مسکونی در صربستان است که در کرالیفو واقع شده‌است.